# Big Bang Mini
Big Bang Mini est un jeu vidéo édité par SouthPeak Games et développé par Arkedo Studio sur Nintendo DS. Il est sorti le 20 janvier 2009 aux États-Unis et le 2 avril 2009 en France.

## Réception critique
Gamekult lui attribue un 6/10, notant que « le jeu s'avère particulièrement réussi d'un point de vue artistique » mais déplorant un bilan « plus mitigé » du côté du gameplay. Jeuxvideo.com salue quant à lui le « gameplay fun et addictif » mais regrettant « le manque d'intérêt des modes de jeu alternatifs ».

## Ventes
En Amérique, les ventes du jeu sont médiocres, avec seulement 811 unités vendues la première semaine et 284 la deuxième.